# Orchestra sinfonica della radio bavarese
L'Orchestra sinfonica della Radio Bavarese (in tedesco Symphonieorchester des Bayerischen Rundfunks) è uno degli ensembles musicali dell'ente radiotelevisivo pubblico bavarese Bayerischer Rundfunk e ha sede a Monaco di Baviera.

## Storia
L'orchestra nacque nel 1949, quando la radiotelevisione bavarese diede incarico a Eugen Jochum di costituire una nuova orchestra sinfonica. In breve tempo riuscì a creare una compagine di alto livello, che egli stesso spesso impiegò in alcune celebri incisioni per la Deutsche Grammophon quali le Sinfonie di Bruckner.
Jochum rimase direttore principale dell'orchestra sino al 1960. Gli succedettero Rafael Kubelík (dal 1961 al 1979), Colin Davis (dal 1983 al 1992), Lorin Maazel (dal 1993 al 2002) e Mariss Jansons (dal 2003 al 2019, anno della sua morte). Il ruolo, oggi vacante, verrà ricoperto da Simon Rattle a partire dal 2023.
Tra i direttori ospiti che hanno intessuto con l'orchestra un rapporto duraturo si segnalano Leonard Bernstein, Clemens Krauss, Erich Kleiber, Carlos Kleiber, Charles Münch, Ferenc Fricsay, Otto Klemperer, Karl Böhm, Günter Wand, Georg Solti, Carlo Maria Giulini, Kurt Sanderling e Wolfgang Sawallisch. In tempi più recenti l'orchestra ha collaborato spesso con Riccardo Muti, Esa-Pekka Salonen, Franz Welser-Möst e Daniel Harding.
L'orchestra è oggi generalmente considerata una tra le migliori compagini sinfoniche del mondo. Tiene una stagione di concerti a Monaco di Baviera che si svolge all'Herkulessaal della Residenza e alla Philharmonie am Gasteig. Compie spesso tournée in Europa, America e Asia. I suoi concerti sono regolarmente trasmessi dal canale radio BR-Klassik.

## Discografia

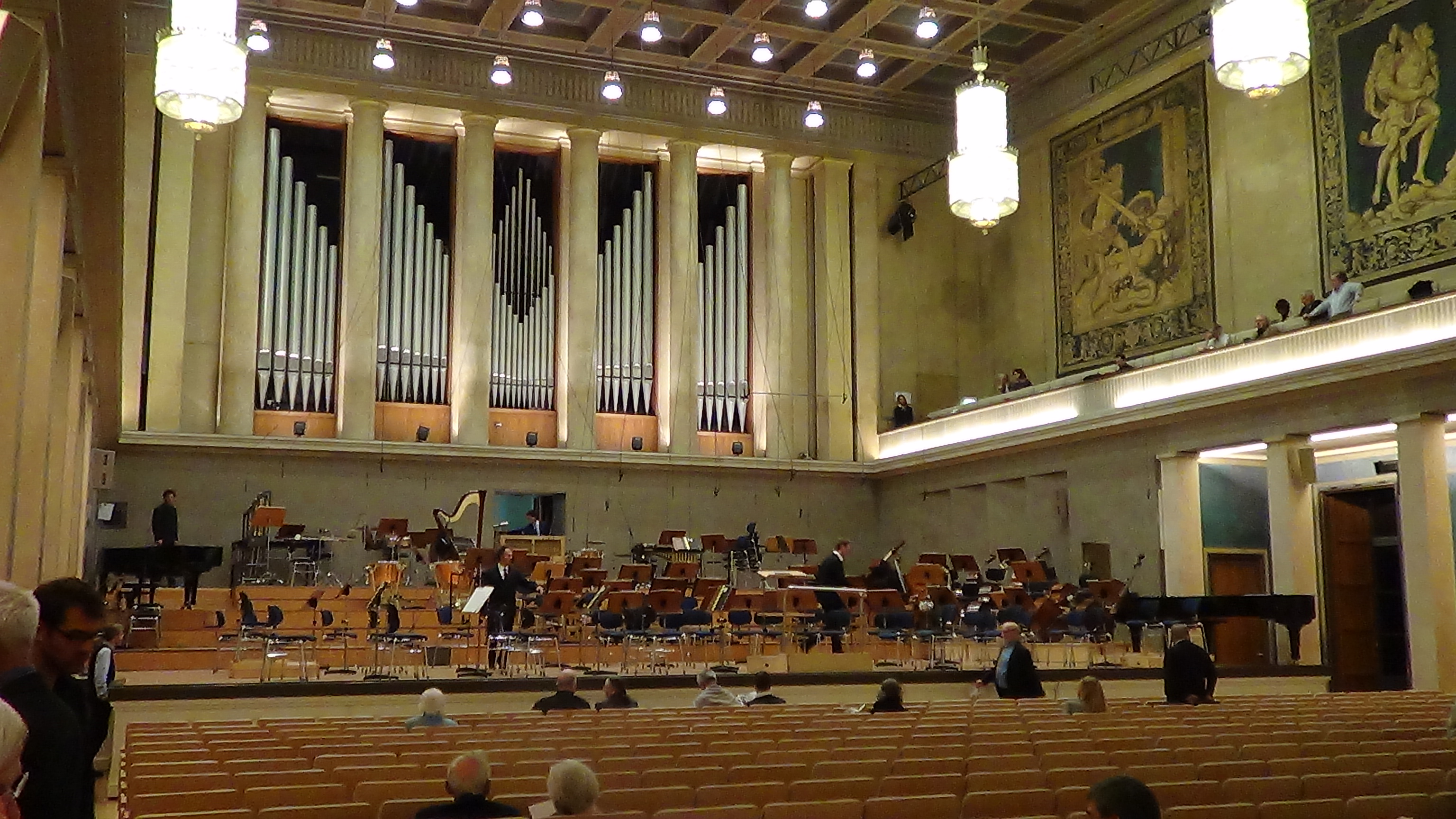
Herkulessaal a Monaco di Baviera.

- Bach: Mass in B Minor, BWV 232 - Carlo Maria Giulini/Chor & Symphonieorchester des Bayerischen Rundfunks/Ruth Ziesak/Roberta Alexander/Jard van Nes/Keith Lewis/David Wilson-Johnson, 1994 Sony
- Beethoven, Sinf. n. 9 (Ode alla libertà, Berlino 1989) - Bernstein/Anderson/Walker, Deutsche Grammophon
- Beethoven: Symphony No. 9 - Chor & Symphonieorchester des Bayerischen Rundfunks/Helen Donath/Klaus König/Simon Estes/Sir Colin Davis (direttore d'orchestra)/Trudeliese Schmidt, 1986 Philips
- Berg: Violin Concerto & Three Orchestral Pieces - Gidon Kremer/Sir Colin Davis/Symphonieorchester des Bayerischen Rundfunks, 1985 Philips Decca
- Berlioz, Requiem - Munch/Schreier/Bayer. RSO, 1967 Deutsche Grammophon
- Brahms: Symphonies; Overtures; Haydn Variations; Piano Concertos; Violin Concerto - Sir Colin Davis/Symphonieorchester des Bayerischen Rundfunks, 2004 BMG RCA
- Bruckner: Symphony No. 4 "Romantic" - Symphonieorchester des Bayerischen Rundfunks/Eugen Jochum, 2002 Deutsche Grammophon
- Bruckner: Symphony No. 9 - Eugen Jochum/Symphonieorchester des Bayerischen Rundfunks, 2004 Deutsche Grammophon
- Busoni: Doktor Faust - Dietrich Fischer-Dieskau/Ferdinand Leitner/Karl Christian Kohn/Symphonieorchester des Bayerischen Rundfunks/William Cochran, 1970 Deutsche Grammophon
- Dvorak, Danze slave op. 46, 72 - Kubelik/Bayer. RSO, 1998 Deutsche Grammophon
- Dvorak, Danze slave op. 46, 72/Ouvertures/Poemi - Kubelik/Bayer. RSO, Deutsche Grammophon
- Dvorak, Stabat Mater/Leggende - Kubelik/Mathis/Ochman, 1977 Deutsche Grammophon
- Gounod, Faust - Davis/Te Kanawa/Araiza, 1986 Decca
- Grieg, Conc. pf./Pezzi lirici - Ott/Salonen/Bayer. RSO, 2015/2016 Deutsche Grammophon
- Haydn, Creazione - Bernstein/Blegen/Moser/Moll, 1986 Deutsche Grammophon
- Haydn: Nelson Mass - Barbara Hendricks/Chor & Symphonieorchester des Bayerischen Rundfunks/Francisco Araiza/Marjana Lipovsek/Peter Meven/Sir Colin Davis, 1986 Philips
- Honegger: Symphonies Nos 1 - 5, Pacific 231 & Rugby - Charles Dutoit/Symphonieorchester des Bayerischen Rundfunks, 1994 Erato
- Humperdinck: Hänsel und Gretel - Donald Runnicles/Symphonieorchester des Bayerischen Rundfunks, 1993 Teldec
- Janacek, Messa glagolitica/Diario di uno scomparso - Kubelik/Lear/Haefliger, 1965 Deutsche Grammophon
- Mahler, Sinf. n. 1-10 - Kubelik/Bayer. RSO, Deutsche Grammophon
- Mahler, Sinf. n. 1/Lieder eines fahr. - Kubelik/Bayer. RSO/Fischer-D., Deutsche Grammophon
- Mahler, Sinf. n. 2 - Kubelik/Bayer. RSO/ Mathis/Procter, 1969 Deutsche Grammophon
- Mahler: Das Lied Von Der Erde - Lorin Maazel/Symphonieorchester des Bayerischen Rundfunks/Waltraud Meier, 1990 BMG RCA
- Mahler: Orchesterlieder - Lorin Maazel/Symphonieorchester des Bayerischen Rundfunks/Waltraud Meier, 1998 BMG RCA
- Mozart, Conc. pf. n. 19, 23 - Grimaud/Szulc/Bayer. RSO, 2011 Deutsche Grammophon
- Mozart, Conc. pf. n. 20, 21 - Lisiecki/Zacharias/Bayer. RSO, 2011 Deutsche Grammophon
- Mozart, Messe K. 220, 317/Ave verum - Kubelik/Bayer. RSO, 1987 Deutsche Grammophon
- Mozart, Messe K. 427/Exsultate/Ave Verum - Bernstein/Auger/Stade/Lopardo, 1990 Deutsche Grammophon
- Mozart, Requiem - Bernstein/McLaughlin/Ewing, 1988 Deutsche Grammophon
- Mozart, Requiem/Messa in do min./Ave verum/Exsultate, jubilate - Bernstein/McLaughlin/Ewing/Auger/Von Stade, 1988/1990 Deutsche Grammophon
- Mozart: Idomeneo - Barbara Hendricks/Francisco Araiza/Sir Colin Davis/Symphonieorchester des Bayerischen Rundfunks, 1991 Philips
- Mozart: Die Zauberflöte - Bernard Haitink/Brigitte Lindner/Chor & Symphonieorchester des Bayerischen Rundfunks/Doris Soffel/Edita Gruberová/Lucia Popp/Marilyn Richardson/Theodore Holzinger/Tölzer Knabenchor, 1981 EMI
- Mozart: Marriage of Figaro - Monika Schmidt/Ingrid Kertesi/Claes H. Ahnsjö/Sir Colin Davis/Heinz Zednik/Chor & Symphonieorchester des Bayerischen Rundfunks/Cornelia Kallisch/Ferruccio Furlanetto/Marilyn Schmiege/Atsuko Suzuki/Helen Donath/Siegmund Nimsgern/David Syrus/Michael Gläser/Julia Varady/Gerhard Auer/Alan Titus, 1991 BMG RCA
- Mozart: Don Giovanni - Alan Titus/Symphonieorchester des Bayerischen Rundfunks/Rafael Kubelík/Rolando Panerai, 1985 Sony
- Mozart: Symhonies Nos. 36, 33 & 39 - Eugen Jochum/Symphonieorchester des Bayerischen Rundfunks, 2004 Deutsche Grammophon
- Nicolai: Die lustigen Weiber von Windsor - Karl Ridderbusch/Wolfgang Brendel/Alexander Malta/Helen Donath/Trudeliese Schmidt/Chor & Symphonieorchester des Bayerischen Rundfunks/Rafael Kubelik, 1977 Decca
- Orff, Carmina burana - Harding/Petibon/Bunz/Gerhaher, 2010 Deutsche Grammophon
- Pfitzner: Palestrina - Chor & Symphonieorchester des Bayerischen Rundfunks/Der Tolzer Knabenchor/Dietrich Fischer-Dieskau/Rafael Kubelik/Brigitte Fassbaender/Helen Donath/Nicolai Gedda/Bernd Weikl/Karl Ridderbusch, 1989 Deutsche Grammophon
- Puccini, Bohème - De Billy/Netrebko/Villazón, 2007 Deutsche Grammophon
- Rossini: Il Barbiere di Siviglia - Bruno Bartoletti/Giorgio Tadeo/Nicola Monti/Renato Capecchi/Symphonieorchester des Bayerischen Rundfunks, Deutsche Grammophon
- Rossini: Stabat Mater - Carol Vaness/Cecilia Bartoli/Francisco Araiza/Ferruccio Furlanetto/Chor & Symphonieorchester des Bayerischen Rundfunks/Semyon Bychkov, 1990 Philips
- Saint-Saëns: Samson et Dalila - Sir Colin Davis/Agnes Baltsa/José Carreras/Simon Estes/Paata Burchuladze/Chor & Symphonieorchester des Bayerischen Rundfunks, 1990 Philips
- Schubert: Masses - Symphonieorchester des Bayerischen Rundfunks/Wolfgang Sawallisch/Helen Donath/Lucia Popp/Brigitte Fassbaender, 1983 EMI Warner
- Schubert: Symphonies Nos. 4 & 7 (8) "Unfinished" - Carlo Maria Giulini/Symphonieorchester des Bayerischen Rundfunks, 1996 Sony
- Schumann: Das Paradies Und Die Peri - Nikolaus Harnoncourt/Bernarda Fink/Chor & Symphonieorchester des Bayerischen Rundfunks/Christian Gerhaher/Christoph Strehl/Dorothea Röschmann/Malin Hartelius/Rebecca Martin/Werner Güra, 2008 SONY BMG RCA
- Shostakovich, Conc. vlc. n. 1-2 - Schiff/Shostakovich/Bayer. RSO, 1984 Philips
- Shostakovich: Symphony No. 4 - Mariss Jansons/Symphonieorchester des Bayerischen Rundfunks, 2004 EMI Warner
- Shostakovich: Symphony No. 13 - Chor & Symphonieorchester des Bayerischen Rundfunks/Mariss Jansons/Sergei Aleksashkin, 2005 EMI Warner
- Strauss R, Capriccio - Böhm/Fischer-Dieskau/Janowitz, 1971 Deutsche Grammophon
- Strauss: Till Eulenspiegel & Ein Heldenleben - Lorin Maazel/Symphonieorchester des Bayerischen Rundfunks, 2004 BMG RCA
- Strauss: Eine Alpensymphonie, Macbeth - Lorin Maazel/Symphonieorchester des Bayerischen Rundfunks, 1998 BMG RCA
- Strauss: Violin Concerto - Sonata - Sarah Chang/Symphonieorchester des Bayerischen Rundfunks/Wolfgang Sawallisch, 2000 Angel EMI
- Wagner, Lohengrin - Kubelik/King/Janowitz/Jones, Deutsche Grammophon
- Wagner: Lohengrin - Sir Colin Davis/Chor & Symphonieorchester des Bayerischen Rundfunks/Éva Marton/Sharon Sweet/Sergei Leiferkus/Ben Heppner/Jan-Hendrik Rootering/Bryn Terfel/Männerchor/Frauenchor/Chores der Bayerischen Staatsoper, 1990 BMG RCA
- Wagner: Tristan und Isolde - Leonard Bernstein/Hildegard Behrens/Peter Hofmann/Yvonne Minton/Bernd Weikl/Hans Sotin/Symphonieorchester des Bayerischen Rundfunks, 1983 Philips
- Wagner: Tannhäuser - Bernard Haitink/Chor & Symphonieorchester des Bayerischen Rundfunks/Donald Litaker/Gabriele Sima/Klaus König/Lucia Popp/Siegfried Jerusalem/Waltraud Meier, 1985 EMI
- Weber, Franco cacciatore - Jochum/Waechter/Peter/Streich, 1959 Deutsche Grammophon
- Weber, Oberon - Kubelik/Domingo/Nilsson/Prey, 1970 Deutsche Grammophon
- Gerhaher: Romantische Arien - Christian Gerhaher/Daniel Harding/Symphonieorchester des Bayerischen Rundfunks, 2012 Sony
- Maazel: Conducts Strauss - Lorin Maazel/Symphonieorchester des Bayerischen Rundfunks, 1998 Sony
- Obsessions: Wagner and Strauss - Deborah Voigt/Sir Richard Armstrong/Symphonieorchester des Bayerischen Rundfunks, 2003 Angel EMI
- Kubelik Conducts Great Symphonies - Rafael Kubelik/Symphonieorchester des Bayerischen Rundfunks, 1979/1985 Sony

## DVD & BLU-RAY
- Haydn, Creazione - Bernstein/Blegen/Moser/Moll, 1986 Deutsche Grammophon
- Mozart, Messe K. 427/Exsultate/Ave Verum - Bernstein/Auger/Stade/Lopardo, 1990 Deutsche Grammophon
- Mozart, Requiem - Bernstein/McLaughlin/Ewing, 1988 Deutsche Grammophon
- Wagner, Lohengrin - Nagano/Kaufmann/Harteros/BRSO, 2009 Decca